# Peugeot Citystar
Il Peugeot Citystar è uno scooter prodotto dalla casa motociclistica francese Peugeot dal 2011 al 2020.

## Storia
Il Citystar è uno scooter gran turismo compatto a pedana piatta, erede dell'Elystar. La sua progettazione è partita nel 2008 e la presentazione in anteprima mondiale avvenne all’EICMA 2010. La produzione nello stabilimento Peugeot di Mandeure (Doubs) parte nei primi mesi del 2011.

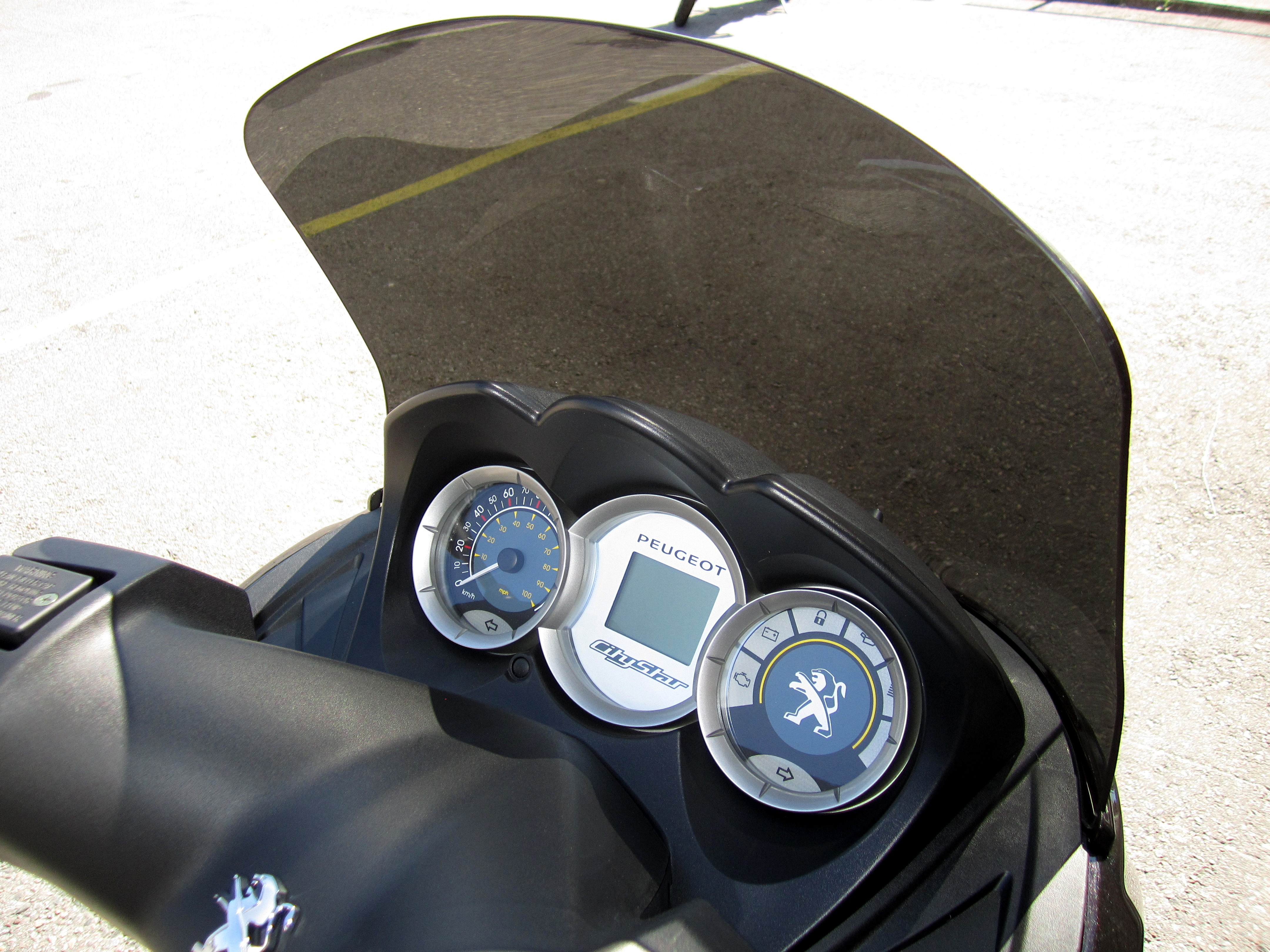
La strumentazione

Al lancio era disponibile con i motori LFE (Low Friction Efficiency) raffreddati a liquido a quattro tempi nelle cubature 125 e 200. I propulsori erano omologati Euro 3.
Il 125 eroga 15 cavalli (11 kw) ed una coppia massima da 12 Nm, mentre il 200 eroga 19 cavalli a 8.500 giri, mentre la coppia massima è pari 17 Nm. I motori vengono prodotti nello stabilimento Peugeot di Dannemarie, in Alsazia.
Tra le sue caratteristiche principali vi era la pedana piatta e il vano sottosella da 35 litri con presa da 12V. La sella è alta 795 cm da terra.
Il telaio è in tubi d’acciaio con forcella a steli da 37 mm, gli pneumatici sono da 120/70 anteriore e 130/60 posteriore con cerchi in lega da 13”. L’impianto frenante è composto da disco anteriore da 240 mm e disco posteriore da 210 mm. 
La strumentazione è digitale ha un design automobilistico: è composta da tre quadranti con retroilluminazione blu con tachimetro, trip, indicatore della temperatura esterna, indicatore di presenza di ghiaccio sulla strada (sotto i 3 °C), livello carburante, e LED indicatore di inserimento del bloccasterzo elettronico. Due i cavalletti presenti con quello laterale che se inserito impedisce l’avviamento.
A dicembre 2013 entra in produzione il Citystar con motore 50 due tempi che viene posto in vendita dal marzo 2014: tale versione non fu importata in Italia ma era disponibile solo in Francia e alcuni paesi europei dove i cinquantini godevano di agevolazioni fiscali. Il 50 eroga 2,9 kW a 6500 giri/min e una coppia massima di 3,7 Nm a 6300 giri/min, monta una sella specifica più bassa di 25 mm e un freno disco posteriore di 190 mm.
Nel giugno 2014 la gamma motori si arricchisce delle versioni 125 AC e 150 AC raffreddate ad aria a quattro tempi che affiancano i motori 125 e 200 raffreddati a liquido. 
Il nuovo 125 AC eroga 10,7 cavalli mentre il 150 AC eroga 11,3 cavalli.
La gamma Citystar 2015 viene presentata ad EICMA nel novembre 2014 e porta al debutto la nuova versione Blue Line con carrozzeria bicolore: lo scudo anteriore è verniciato di blu mentre la zona posteriore è nera.
Nel novembre 2016 a EICMA viene presentata la gamma 2017 che porta al debutto lievi aggiornamenti estetici e la nuova versione Black Edition caratterizzata da colorazione total black sia per la carrozzeria che per i cerchi in lega. La gamma motori si compone dei 125 e 200 raffreddati a liquido omologati Euro 4 (i motori raffreddato ad aria escono di produzione), viene introdotto l’ABS su tutti i modelli.